# SN 2006gi
SN 2006gi – supernowa typu Ib odkryta 18 września 2006 roku w galaktyce NGC 3147. W momencie odkrycia miała maksymalną jasność 16,30m.